# Бакри Сапало
Шейх Бакри Сапало (оромо Sheek Bakrii Saphaalloo, имя при рождении — Абубакар Гарад Усман, оромо Abubakar Garad Usmaan; ноябрь 1895 — 5 апреля 1980) — учёный, поэт, исламский богослов народа оромо, создатель оригинального силлабария, названного его именем, для языка оромо.

## Биография
Бакри Сапало был сыном Garad Usman Oda, помещика в области реки Sapalo, который был среди тех оромо, кто переселился в район города Харэр после завоевания этого города эфиопским императором Менеликом II. После рождения сына Garad Usman принял ислам, однако несмотря на авторитет и мастерство в ораторском искусстве во владении языком оромо, грамоты никакой не знал.
Посвятив 20 лет своей жизни учёбе в Черчере, сын Гарада Усмана вернулся в родную деревню Сапало, где он начал преподавать. Кроме овладения разными науками он начал сочинять стихи на языке оромо, которые и дали ему новое имя — шейх Бакри Сапало (Бакри является популярной формой Абубакар). Шейх Бакри в конце концов покинул Сапало и преподавал в ряде мест близ г. Дыре-Дауа. В это время он пишет ряд трудов на арабском и оромо.

## Силлабарий Бакри Сапало

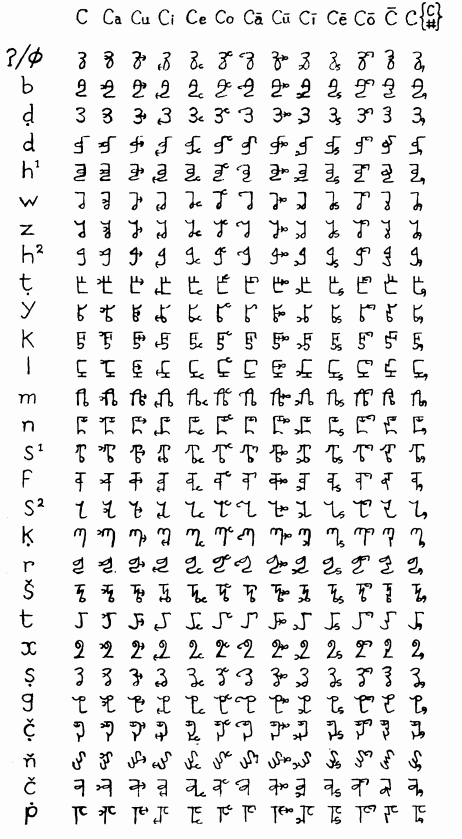
Силлабарий Бакри Сапало.

В 1956 году в деревне Hagi Qome (бывшая провинция Эфиопии Харэрге) Шейх Бакри сочиняет свой силлабарий. Исследователи отмечают, что в основу была положена не арабская, а эфиопская письмотворческая традиция. В том, что знаки изобретенной им письменности не похожи ни на арабские, ни на эфиопские, удивительного нет: такой прием был характерен для многих просветителей и свидетельствует о некой секретной миссии, которую приходилось осуществлять в недружественном иноэтничном окружении.
Письменность Бакри Сапало построена по структурным принципам эфиопского силлабария, однако система огласовок и базовые знаки — оригинальное изобретение.
Шейх Бакри не знал основ лингвистики, не был знаком с понятием фонемы, но, тем не менее, его изобретение хорошо приспособлено для передачи своеобразной фонологической системы родного языка.
Первоначально изобретённый силлабарий был встречен с большим энтузиазмом и обнаружил немалое число пользователей в провинции Харэрге, однако эфиопские официальные власти нашли работу Шейха Бакри подозрительной. Местные чиновники боялись, что силлабарий станет импульсом к возрождению национального сознания оромо и замедлит амхаризацию.
В 1965 году Шейх Бакри был помещён под домашний арест в Дыре-Дауа, но ему было разрешено продолжать учительскую работу. В эти годы он пишет 20-страничный труд «Shalda», где язвительно бичует порочную практику колониального гнёта амхара, достаётся и тогдашнему императору Хайле Селассие. Исследователи отмечают, что «Шальда» (Shalda) представляет интерес в первую очередь из-за того, что это первый и последний крупный письменный памятник, записанный изобретённым Шейхом Бакри силлабарием.

## Труды
В 1978, после установления в Эфиопии тоталитарного социалистического режима Шейх Бакри и его жена бежали от красного террора в соседнее Сомали, в лагерь беженцев в Хиране. Шейху Бакри сомалийские власти не разрешат отправиться дальше, куда тот стремился — в Могадишо, где бы он мог работать и публиковать свои произведения. Условия в лагере оказались тяжёлые и Шейх Бакри в 80 лет скончался после продолжительной болезни.
Шейх Бакри написал много работ как на религиозные, так и светские темы, за некоторым исключением все его сочинения сохранились в рукописях и ещё при жизни разошлись среди его учеников. Восемь его трудов на арабском языке находятся в Могадишо. Интерес представляют его наброски по истории оромо Эфиопии 1570—1860.